# Mazzo di asparagi
Mazzo di asparagi è un dipinto di piccole dimensioni a olio su tela (16,5x21,5 cm) realizzato nel 1880 da Édouard Manet. L'opera è conservata nel Wallraf-Richartz Museum di Colonia.
L'opera è autografata "Manet" nell'angolo in basso a sinistra.

## Storia
Il critico e collezionista d'arte russo (naturalizzato francese) Charles Ephrussi acquistò la tela da Manet al prezzo di ottocento franchi. L'acquirente, tuttavia, volle retribuire l'artista con la somma di mille franchi.

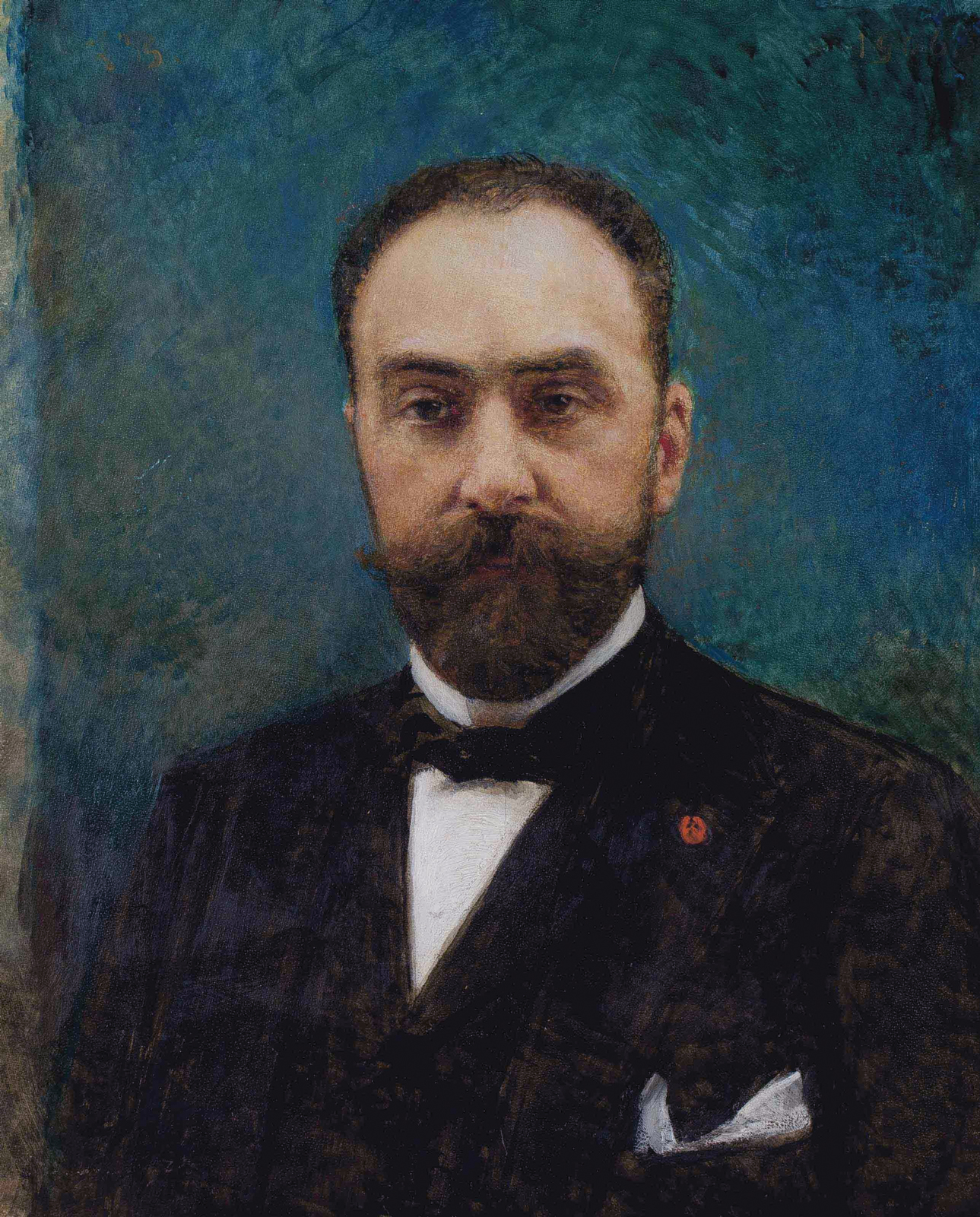
Ritratto di Ephrussi di Léon Bonnat

Dimostrando riconoscenza e senso dello spirito, Manet dipinse di getto un ulteriore asparago (la tela in questione è conservata nel Museo d'Orsay di Parigi) e lo inviò a Ephrussi con un bigliettino d'accompagnamento che recitava: "Ne mancava uno al vostro mazzo".

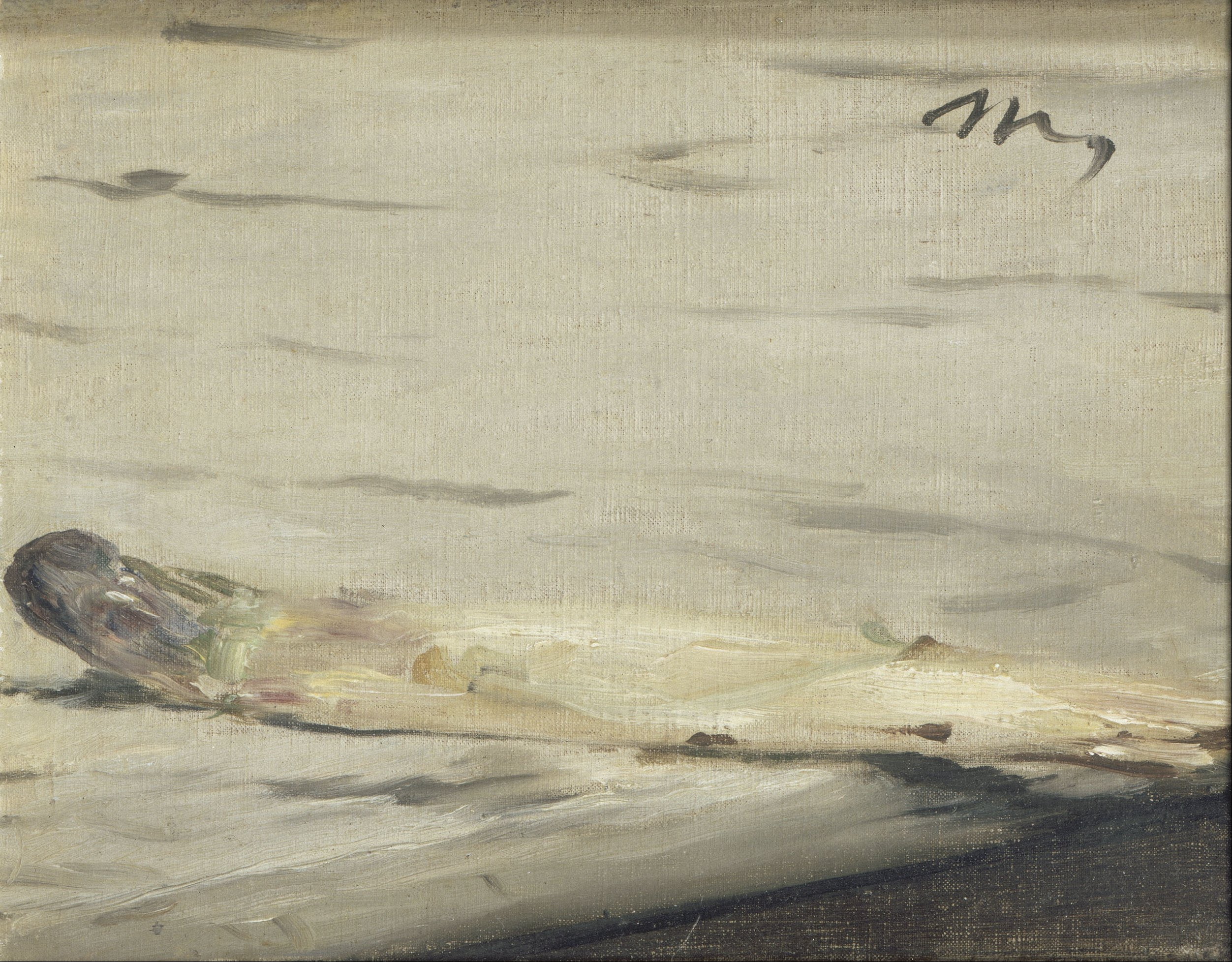
L'asparago, 1880, Museo d'Orsay, Parigi

## Descrizione del dipinto
Il mazzo d'asparagi bianchi dalle punte violacee, legato da due cordini quasi color oro che ricordano due fedi matrimoniali, e dipinto in varie tonalità di grigio, è adagiato su un letto verde di cicoria e si armonizza perfettamente con il colore del tavolo di marmo sul quale poggia la composizione.
Lo sfondo scuro, bruno Van Dyck, che va a sfumare nell'angolo in alto a destra in tonalità più luminose di marrone, esalta la luce degli asparagi bianchi, quasi a seguire la lezione delle nature morte olandesi del XVII secolo.
La pennellata è pienamente libera, veloce e testimonia la prodigiosa maestria dell'artista.
Il soggetto non manca di suggerire allusioni erotiche e al contempo umoristiche.

## Critica
Ha scritto Georges Bataille a proposito di questo dipinto. "Questa non è una natura morta come le altre: morta, sì, ma allo stesso tempo vivace".